# Brittiska Jungfruöarnas damlandslag i fotboll
Brittiska Jungfruöarnas damlandslag i fotboll representerar Brittiska Jungfruöarna i fotboll på damsidan. Dess förbund är British Virgin Islands Football Association (Brittiska Jungfruöarnas fotbollsförbund).